# Скоцень Олександр Антонович
Олекса́ндр «Ле́ньо» Богдан Анто́нович Ско́цень  (нар. 28 липня 1918, Львів, Левандівка — пом. 1 вересня 2003, Торонто) — український спортовець, футболіст, спортивний журналіст.

## Життєпис
Народився 28 липня 1918 року в місті Львові, на Левандівці, у сім'ї Антона та Катерини Скоценів. У молодості був членом «Пласту». В копаний м'яч почав грати у львівській юнацькій команді Українського спортивного клубу «Богун». У 1930 році УСК «Богун» припинило існування, було закрите польською владою, і Леньо Скоцень перейшов у львівський УСК «Тризуб», за який грав у юнацькому та молодіжному складах. З 1934 року виступав за дорослу команду УСК «Тризуб».
У 1935 році перейшов в Спортове товариство «Україна». 1938 року грав за збірну Львова з якою здобув Чашу (Кубок) президента Польщі, та став кращим бомбардиром турніру. Запрошувався до кращої львівської команди «Погонь», але відмовився перейти. В історичному матчі між збірними Львова та Києва, що пройшов 26 жовтня 1939 року, став автором двох забитих м'ячів (2:6).
Під час радянської окупації у лютому-квітні 1940 року перебував на зборах у складі московського «Динамо», повернувшись до Львова очолив як граючий тренер армійську команду, яка в червні 1940 року посіла друге місце на Всеукраїнській армійській спартакіаді, програвши фінал киянам (тренер М.Свиридовський) — 0:1.
З вересня1940 до червня 1941 грав за київське «Динамо», за яке провів 13 матчів у чемпіонаті СРСР та забив п'ять м'ячів (6/3 у 1940, 7/2 у 1941). У листопаді 1940 року учасник гри Чернівці — Київ (0:1). У кінці червня 1941 року за доносом Трусевича був заарештований НКВС. Завдяки друзям та керівнику київської міліції Льву Ворновицькому був звільнений і разом з групою польських спортсменів на баржі добрався до Дніпропетровська, де перебував до приходу німців. Восени повернувся до Львова, де в складі СТ «Україна» здобув Чашу(Кубок)УЦК 1941 р. та чемпіонат УФЛ Галичини 1942 р.
1941–1944 — у період німецької окупації України повернувся до Львова, де продовжував виступи за ФК «Україна» (Львів). У Галичині було створено Українську футбольну лігу (клас"А"-8:клас"Б"-6 уч.).

## В еміграції
Перед приходом комуністів Скоцень із дружиною Емілією (нар. 1921 — пом. 1987) та рідним братом Осипом виїхав до Словаччини, де грав та був граючим тренером МСК «Жіліна». Після закінчення Другої світової війни переїхав до Австрії, де деякий час жив у Зальцбурзі та організував та грав за клуб українців-еміґрантів ФК «Україна». 5 червня 1946 року в місті Ульм ФК «Україна», перед 15 тисячами глядачів, розгромила мюнхенську «Баварію» — 5:0.
З початком 1948 року Леню Скоценю запропонували грати за «Ресінг» (Франція), але він підписав контракт з «Олімпіком» (Бельгія), і виступав у бельгійському першому дивізіоні в сезоні 1947—1948 разом з іншим львів'янином Остапом Стецьківим.
Потім грав за «Ніццу» (Франція). Був визнаний найкращим футболістом Франції. Леньо Скоцень став першим українцем, про якого написав часопис «Франс Футбол».
У 1950 році він переїхав на постійне місце проживання у Канаду, де грав за команди «Україна» з Едмонтона та УСК «Тризуб», «Україна» з Торонто. Уболівальники «України» не пробачили Олександру його перехід до «Тризуба» і в 1954 році під час матчу між цими командами сильно побили футболіста. Через важкі травми (пошкоджені хребет та нирки) 37-річний Скоцень був змушений 1955 року завершити кар’єру гравця. Тренував команди Торонто: у 1960 році УСК «Тризуб», УСК «Тризуб» у 1956—1957, 1964—1965, 1968 та 1975 роках.
Скоцень став першим українцем, удостоєним престижної канадської нагороди Кубка Голланда — за високі спортивні досягнення й джентльменську поведінку на полі.
У 1991 році Олександр Скоцень відвідав Львів після майже 50 років перебування на чужині. Він брав учать в урочистостях з нагоди 90-річчя Спортового товариства «Україна».
Залишивши футбол, Скоцень працював спортивним журналістом.
Леньо Скоцень помер 1 вересня 2003 року від пневмонії. Похований на українському цвинтарі Святого Володимира у місті Оквілл, Онтаріо.

## Доробок
Автор книг «З футболом у світ» та «Львівський батяр у київському „Динамо“».
Ось уривок з твору Анджея Хцюка «Сьліпі на матчі не ходіт»:
 "Скоцень … був потім королем нападників-бомбардирів першої професійної французької ліги і грав у Ніцці. Потім якось я брав у нього інтерв'ю у Ніцці, і він мені сказав: "Знаєте, де я грав найбільш пристрасний матч? Не в Парижі, не в Ніцці, не у Львові, не в Мадриді, а у вашому зацофаному Дрогобичі. Такого піднесення я ніде потім не бачив. Атомна бомба — то фасолька порівняно з тим вогнем і напругою, що вганяли у конвульсії всіх на тому матчі на нашому полі під Бриґідками. А суддю, капітана Раніша, ми мусили перебрати і провести у наших цивільних анцуґах, бо ваші пашаки чекали, щоб його побити. Щойно в Стрию він перебрався у свій мундир і курив собі папіроса, стоячи у коридорі вагону. Тоді до нього підійшли двоє панів з Дрогобича, чемно спитали, чи він є капітан Раніш і чи то він судив матч «Юнак» — «Україна». Коли він відповів, що так, то його чемно спитали: «То сі бардзу тішим, жи пан є капітан Раніш. Алі чи пан вє, шо з паном буде?» «Як то, шо буде?» "Пан буде зара’ битий і копаний, і дістане пан в каляріпу, чилі в міґдал, і буде пан сі заливав ґоржкімі (так, через «р» вимовляли це у Князівстві Балаку) слезами, жи сі пан скусив на суддівстві матчу з «Юнаком». Пан най зі свої ласки забуде раз назавше, жи існує таке слішне (через «ш») мнясто (через «н»), як Дрогобич, як пану житє вевоґулі є миле…". Ті два пани, хлопи, як шафи, може, не були виховані надто спортово, і такої поведінки я не хвалю, але принаймні треба визнати, що були слівні. Слова дотримали. А то в нинішніх часах також щось значить"..